# Kariérové poradenství
Kariérové poradenství je systém poradenských služeb, jejichž cílem je pomáhat jednotlivcům jakéhokoliv věku při rozhodování v otázkách vzdělávání, profesní přípravy, volby zaměstnání a rozvoji kariéry v kterékoliv fázi jejich života.

## Charakteristka
Pod kariérové poradenství zahrnujeme individuální nebo skupinové poradenství zaměřené na volbu vzdělávací a profesní dráhy, na volbu prvního zaměstnání, na změnu zaměstnání, na další vzdělávání (vzdělávání dospělých, celoživotní učení), na návrat do pracovního procesu, případně i na změnu původní kvalifikace a původního povolání.
Služby kariérového poradenství jsou poskytovány různými organizacemi a jednotlivci, jak v rezortu školství (výchovní poradci, pedagogicko-psychologické poradny, vysokoškolské poradny, školní psychologové), tak v rezortu práce a sociálních věcí (úřady práce), tak v soukromé sféře (personální agentury, soukromé zprostředkovatelny práce, centra bilanční diagnostiky).
Klíčové pro kariérové poradenství jsou kariérové informace, veřejně dostupné v různých specializovaných informačních systémech a databázích.